# Markvartovice
Markvartovice település Csehországban, a Opavai járásban. Markvartovice Hlučín, Šilheřovice és Ludgeřovice településekkel határos. Lakosainak száma 2204 fő (2024. január 1.).

## Népesség
A település lakosságának változását az alábbi diagram mutatja:
| Lakosok száma | 650  | 955  | 1204 | 1539 | 1692 | 1826 | 1970 | 2032 | 2121 | 2204 |
|               | 1869 | 1900 | 1921 | 1961 | 1980 | 2011 | 2016 | 2019 | 2021 | 2024 |